# شیخ طه نهری
شیخ طه نهری یا شیخ طه شمزینانی (به کردی: شێخ تەھا شەمزینانی) از شخصیت‌های مهم سده نوزدهم نقشبندیه در کردستان است. از او آثاری به فارسی و کردی به جای مانده است. او از خلفای مولانا خالد شهرزوری بود و در توسعه نقشبندیه در کردستان نقش مهمی داشت. او همچنین پدر شیخ عبیدالله نهری است. شیخ طه در دوران خود روابط خوبی با محمدشاه قاجار داشت. به توصیه شیخ طه محمدشاه با خدیجه کردستانی، مادر عباس میرزا ملک‌آرا، ازدواج کرد . از او آثاری به جا مانده که از جمله آنها رساله‌ای به نثر کردی در باب عقیده است.